# Mauzoleum Dżanike-Chanym
Mauzoleum Dżanike-Chanym (ukr. Дюрбе Джаніке Ханим – trb. Diurbe Dżanike Chanym; ros. Дюрбе Джанике-ханым – trb. Diurbie Dżanikie-chanym) – mauzoleum (türbe) krymskiej księżniczki Dżanike, córki chana Złotej Ordy – Tochtamysza, znajdujące się na terenie twierdzy i skalnego miasta Czufut-Kale koło Bakczysaraju na Krymie. Uznaje się, że zostało wzniesione w 1437 roku.
Od 2015 roku budynek wpisany jest do rejestru obiektów dziedzictwa kulturowego narodów o znaczeniu federalnym okupującej Krym Rosji, natomiast od 2020 roku figuruje w Państwowym Rejestrze Zabytków Nieruchomych Ukrainy i ma status zabytku dziedzictwa kulturowego o znaczeniu narodowym.

## Historia

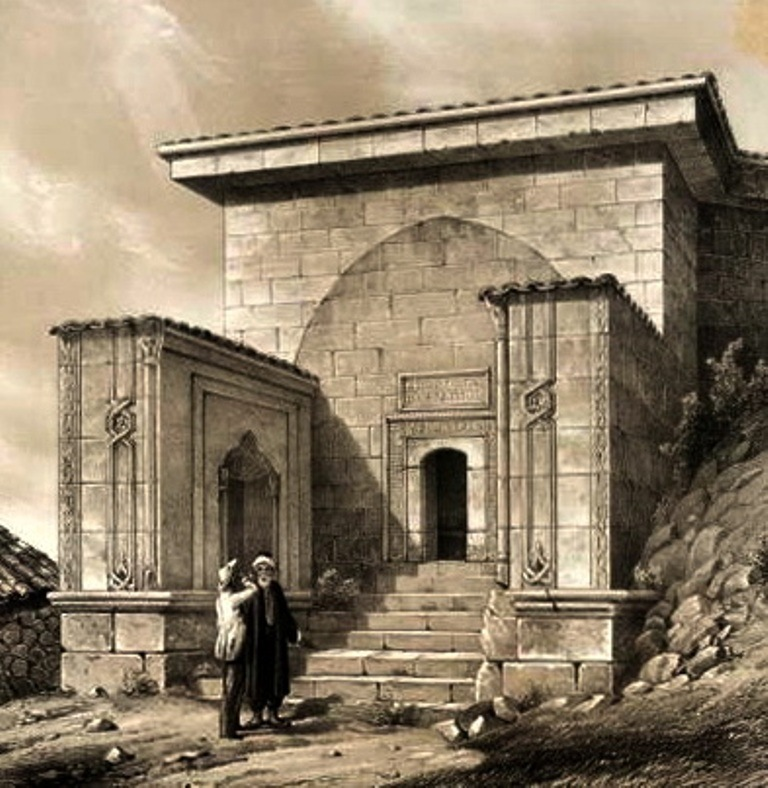
Mauzoleum Dżanike-Chanym w 1848 roku

Grobowiec wzniesiono w 1437 roku. Według jednej z legend został on ufundowany przez chana Złotej Ordy, Tochtamysza, ku czci swojej córki Dżanike (krymskotat. Canike), która miała zginąć właśnie w tym miejscu podczas bohaterskiej obrony twierdzy przed wrogami. Według innej księżniczka miała rzucić się z urwiska z rozpaczy, że nie pozwolono jej być z ukochanym i jako samobójczyni zostać pochowana w mauzoleum z dala od rodzinnych grobów.
W rzeczywistości Dżanike przeżyła Tochtamysza, który zmarł w 1406 roku. W 1397 roku jako córka władcy Złotej Ordy została poślubiona Edygejowi, chanowi Ordy Nogajskiej. W 1416 roku odbyła pielgrzymkę do Mekki, a po śmierci Edygeja w 1419 roku powróciła do Czufut-Kale i najprawdopodobniej jako najstarsza z rodu Tochtamyszów rządziła tym miastem aż do swojej śmierci w 1437 roku.
W 1886 roku, kiedy na Krym przybył car Aleksander III, część zabytków Czufut-Kale, w tym mauzoleum Dżanike-Chanym, poddano rekonstrukcjom. Z elewacji grobowca usunięto wówczas dużą część pierwotnych zdobień, a charakterystyczne pylony stojące po bokach portalu z wejściem głównym nakryto łukiem.
Do czasów współczesnych nie zachował się także pierwotny pochówek – archeolog Władimir Pietrowicz Babienczikow badający w 1940 roku znajdującą się w grobowcu kryptę stwierdził jej całkowite zrujnowanie; na miejscu znaleziono jedynie kilka ludzkich kości.

## Architektura

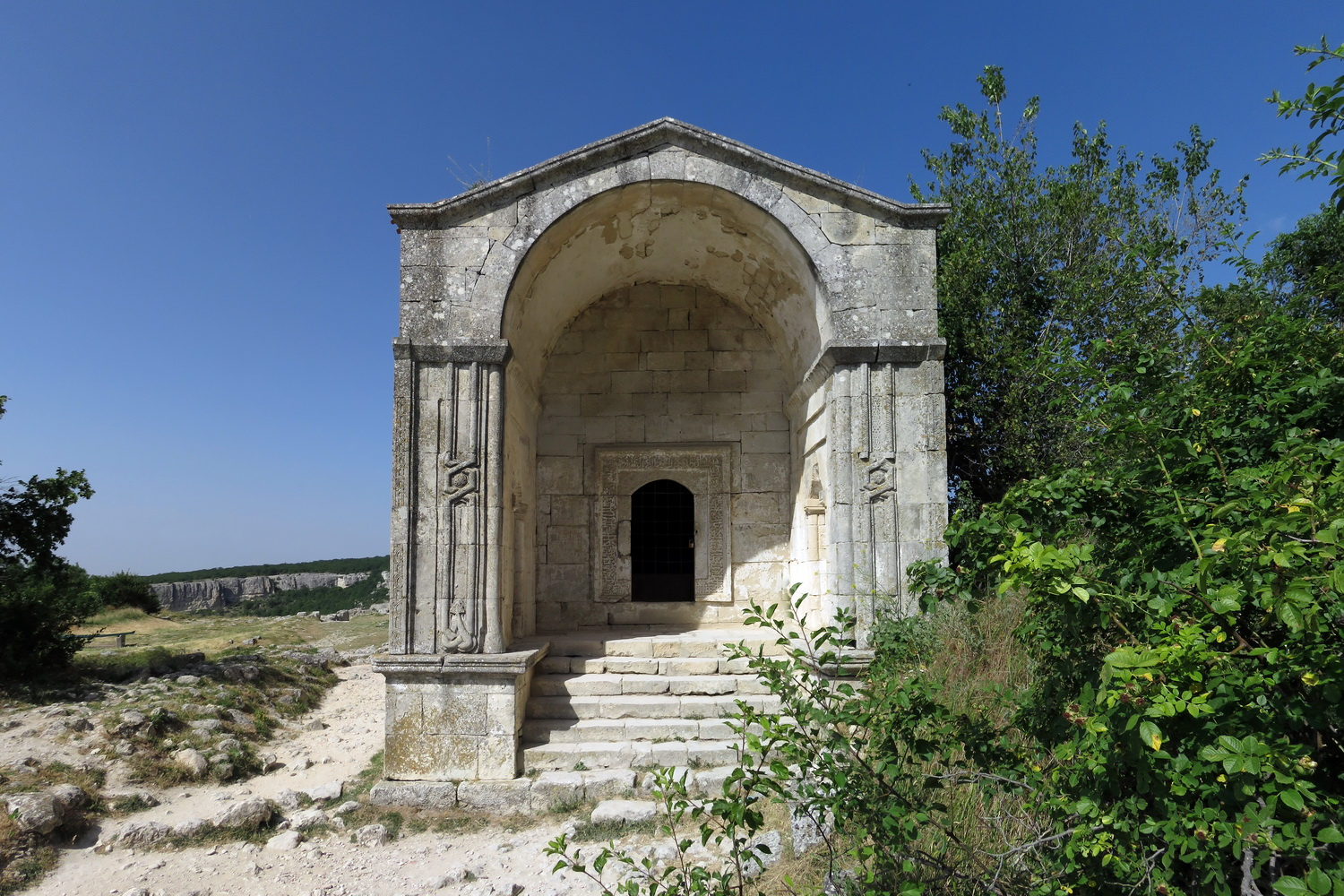
Wejście do mauzoleum z portalem i pylonami wtórnie nakrytymi łukiem w XIX wieku (2016)

Grobowiec Dżanike-Chanym znajduje się na terenie skalnego miasta Czufut-Kale, na zachód od jego środkowego muru obronnego, ok. 40 m na północ od jego bram i stanowi jeden z najważniejszych elementów kompozycyjnych założenia.
Budynek jest dobrze zachowanym XV-wiecznym muzułmańskim mauzoleum (türbe) stanowiącym przykład krymskiej architektury sakralnej, wzniesionym w stylu inspirowanym architekturą seldżucką przed upowszechnieniem się na Krymie architektury osmańskiej. Jest to masywna budowla zbudowana z kamienia wapiennego, składająca się z bryły głównej wzniesionej na rzucie ośmioboku, do której przylega prostokątny portal. Bryła główna ma wymiary 7 × 7 × 5,06 m (wysokość od cokołu do dachu) i nakryta jest czterospadowym dachem wykonanym z dachówek, zaś portal – 4,12 × 5,1 × 2,9 m (wysokość od cokołu do podstawy sklepienia). Portal wraz z wejściem głównym, do którego prowadzi sześć kamiennych stopni, skierowany jest na południowy zachód. Mury budynku mają średnią grubość 1,05 m.

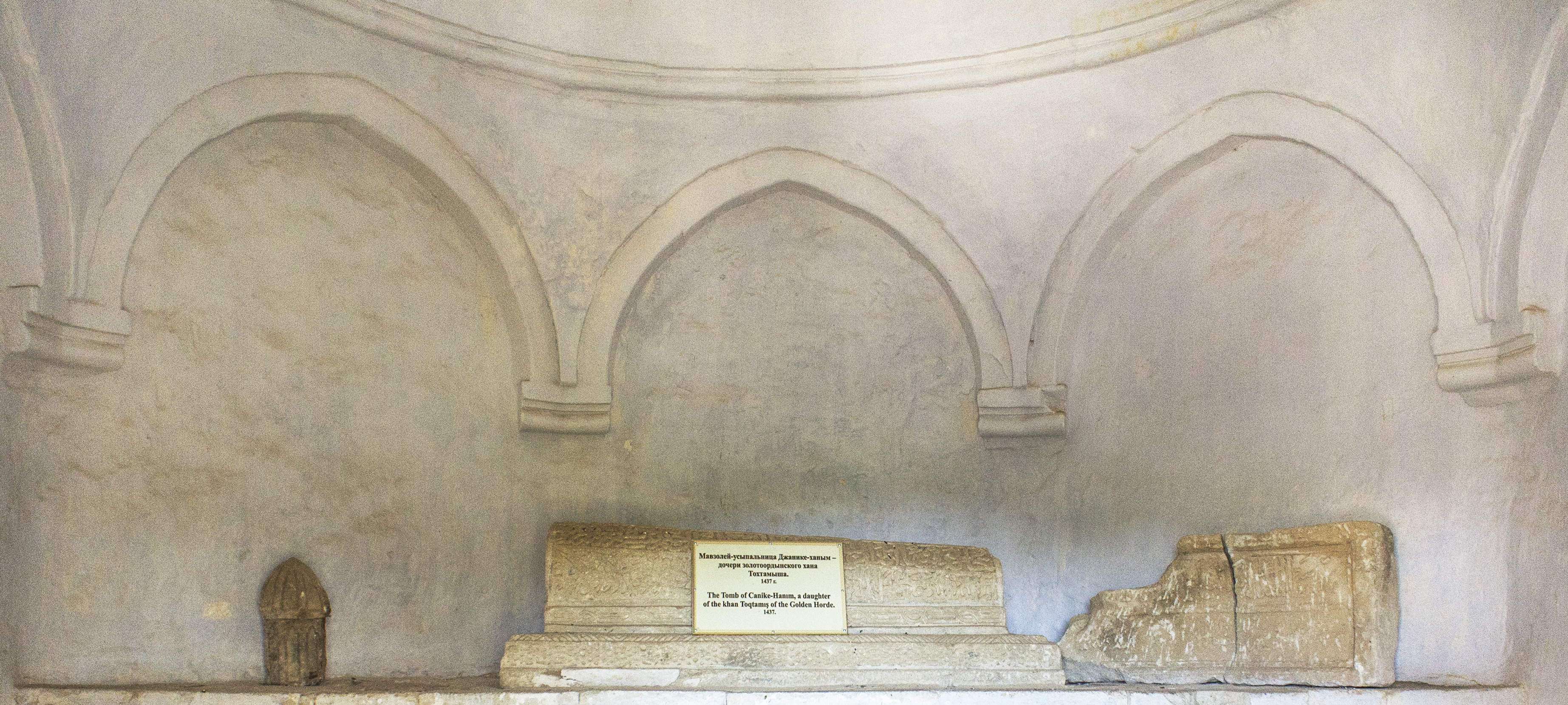
Wnętrze mauzoleum i grobowiec (2011)

Poziome podziały elewacji podkreślone są kamiennym cokołem oraz profilowanymi gzymsami wieńczącymi. W narożach ośmiobocznej bryły głównej znajdują się pilastry, z których dwa na elewacji wschodniej zdobione są motywami roślinnymi i geometrycznymi. Po obu stronach portalu niegdyś znajdowały się pylony zdobione ornamentem geometrycznym, w 1886 roku wybudowano wspierające się na nich sklepienie krzyżowe. Wewnętrzne powierzchnie pylonów zdobione są wnękami zwieńczonymi konchami, a w miejscach styku z murem sklepienia – palmetami.
Otwór drzwiowy z łukowatym nadprożem obramowany jest prostokątną kamienną ościeżnicą z wyrzeźbioną inskrypcją w języku arabskim oraz jest zamknięty metalową kratą. Nad wejściem kiedyś znajdowała się również płyta pamiątkowa z datą śmierci Dżanike.

## Wnętrze
Wnętrze kondygnacji nadziemnej również ma kształt ośmioboku i kryte jest półkolistą kopułą, natomiast znajdująca się pod powierzchnią gruntu wykuta w skale krypta, do której prowadzi prosty dromos, ma kształt prostokątny, a jej krzyżowe sklepienie obłożone jest ciosanymi blokami wapienia i wzmocnione trzema obwodowymi łukami. W komorze grobowej, do której prowadzą jednobiegowe schody z trzema stopniami, znajduje się kamienny sarkofag z reliefową dekoracją w formie geometrycznych i roślinnych ornamentów oraz arabskim napisem informującym o tym, kto w nim spoczywał.

## Galeria

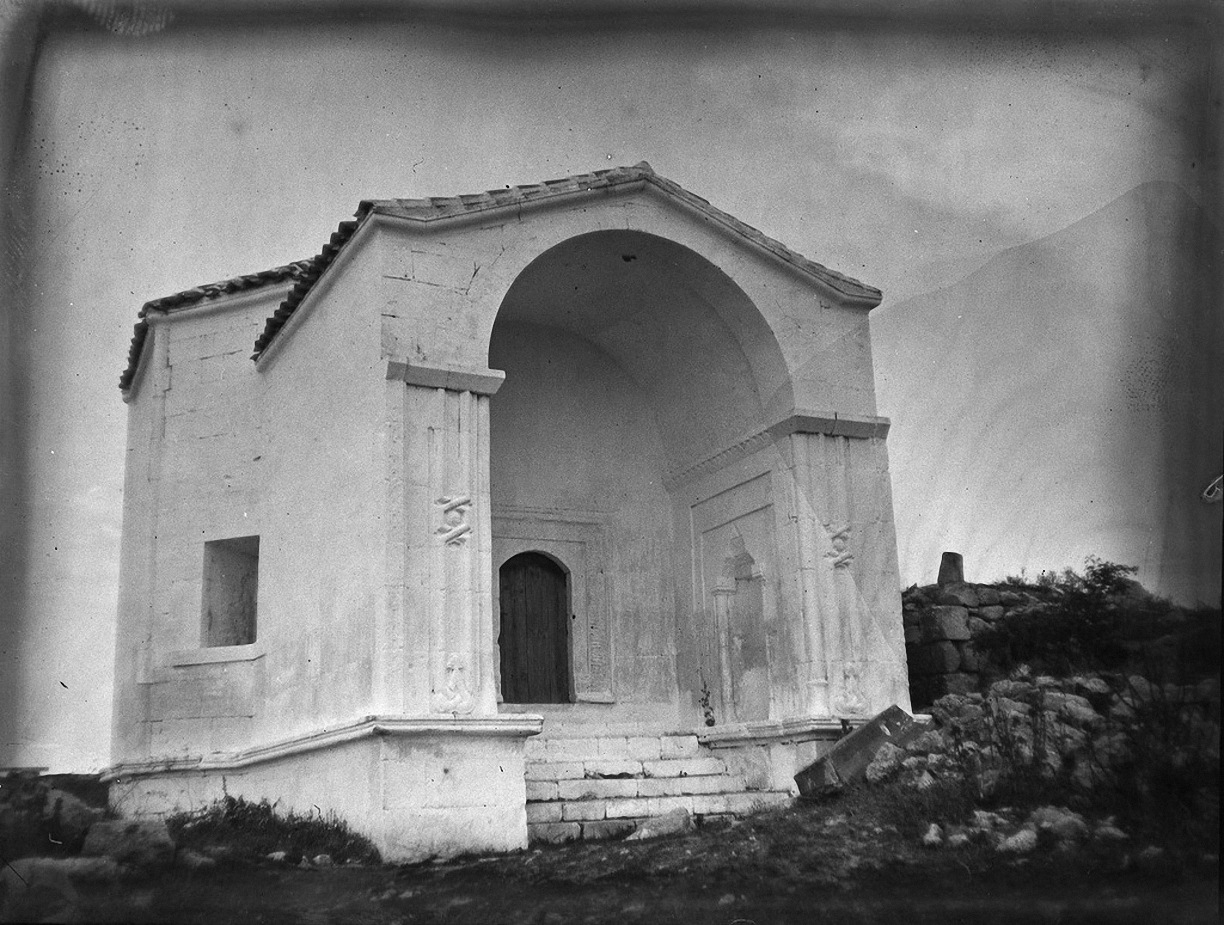
Mauzoleum Dżanike-Chanym w 1897 roku
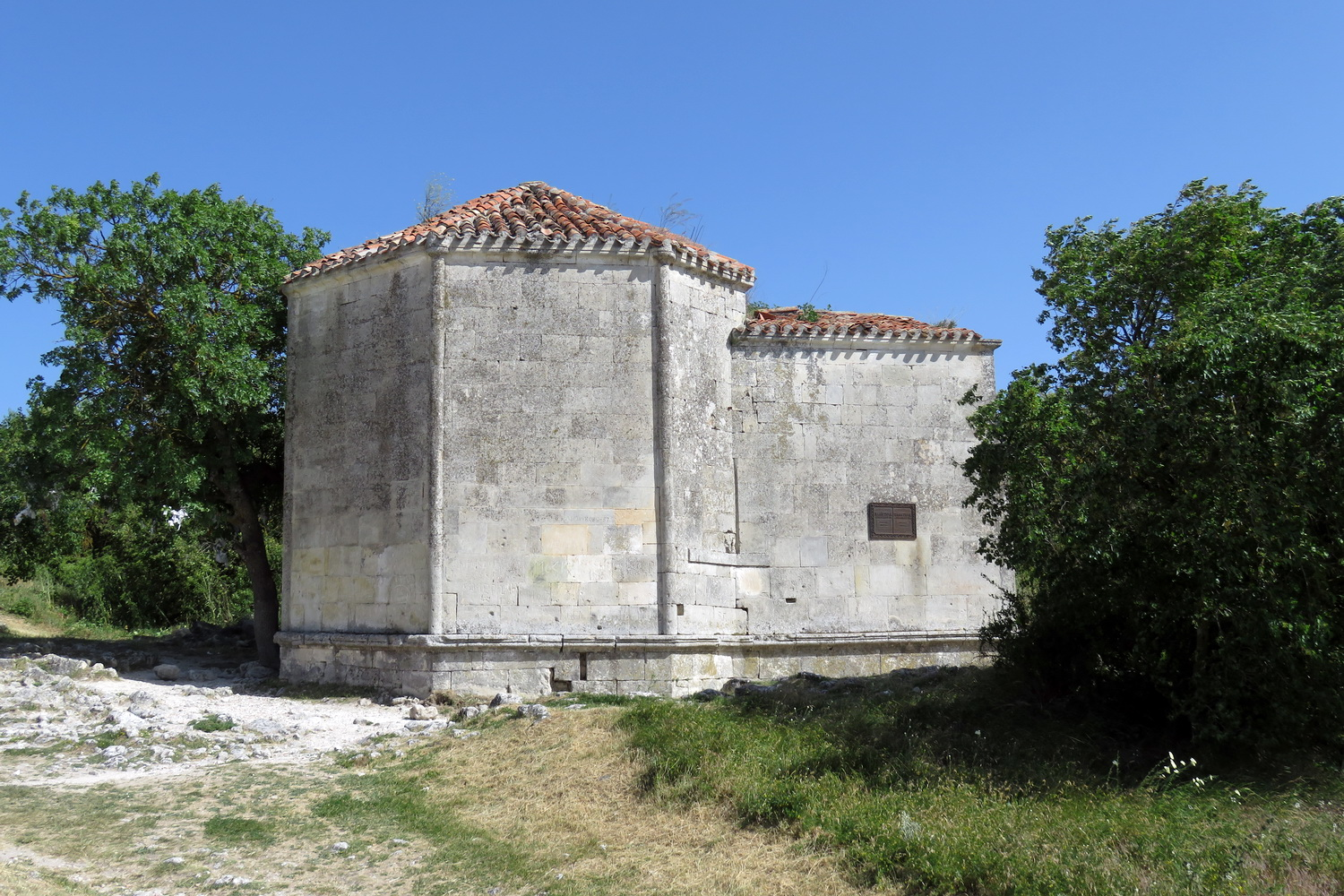
Türbe widziane od północnego zachodu (2016)
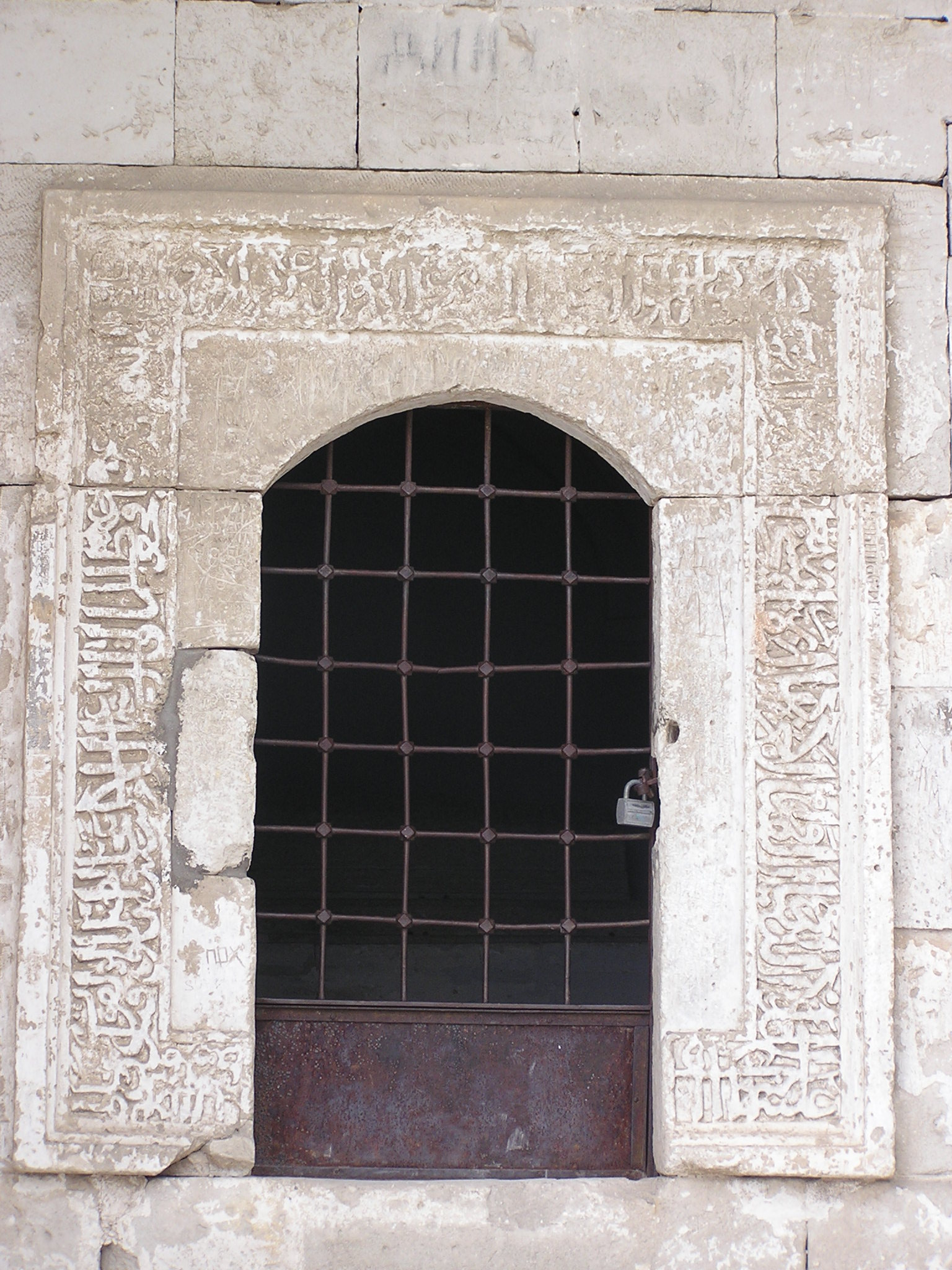
Wejście do mauzoleum (2006)
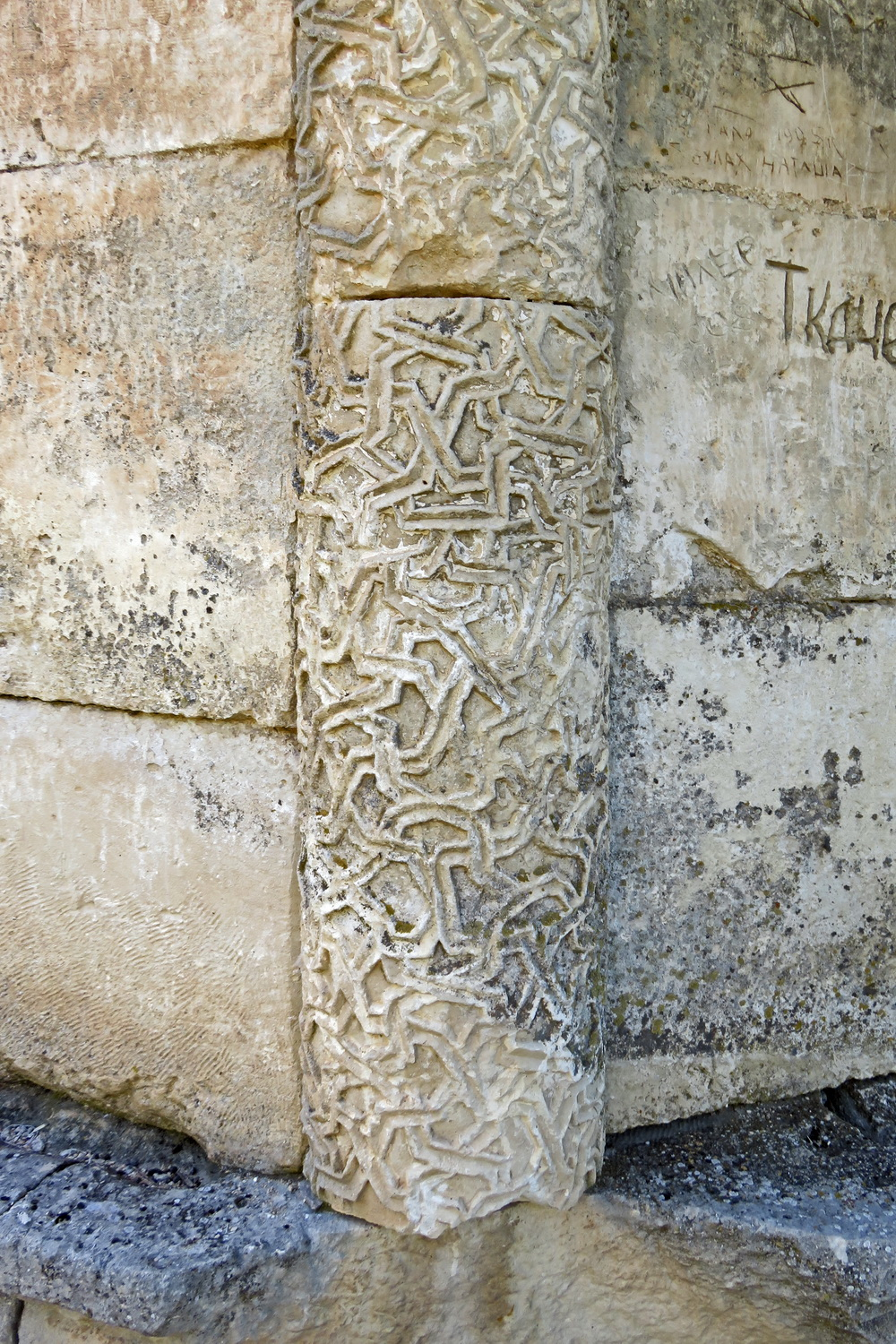
Zdobienie jednego z naroży budynku (2016)
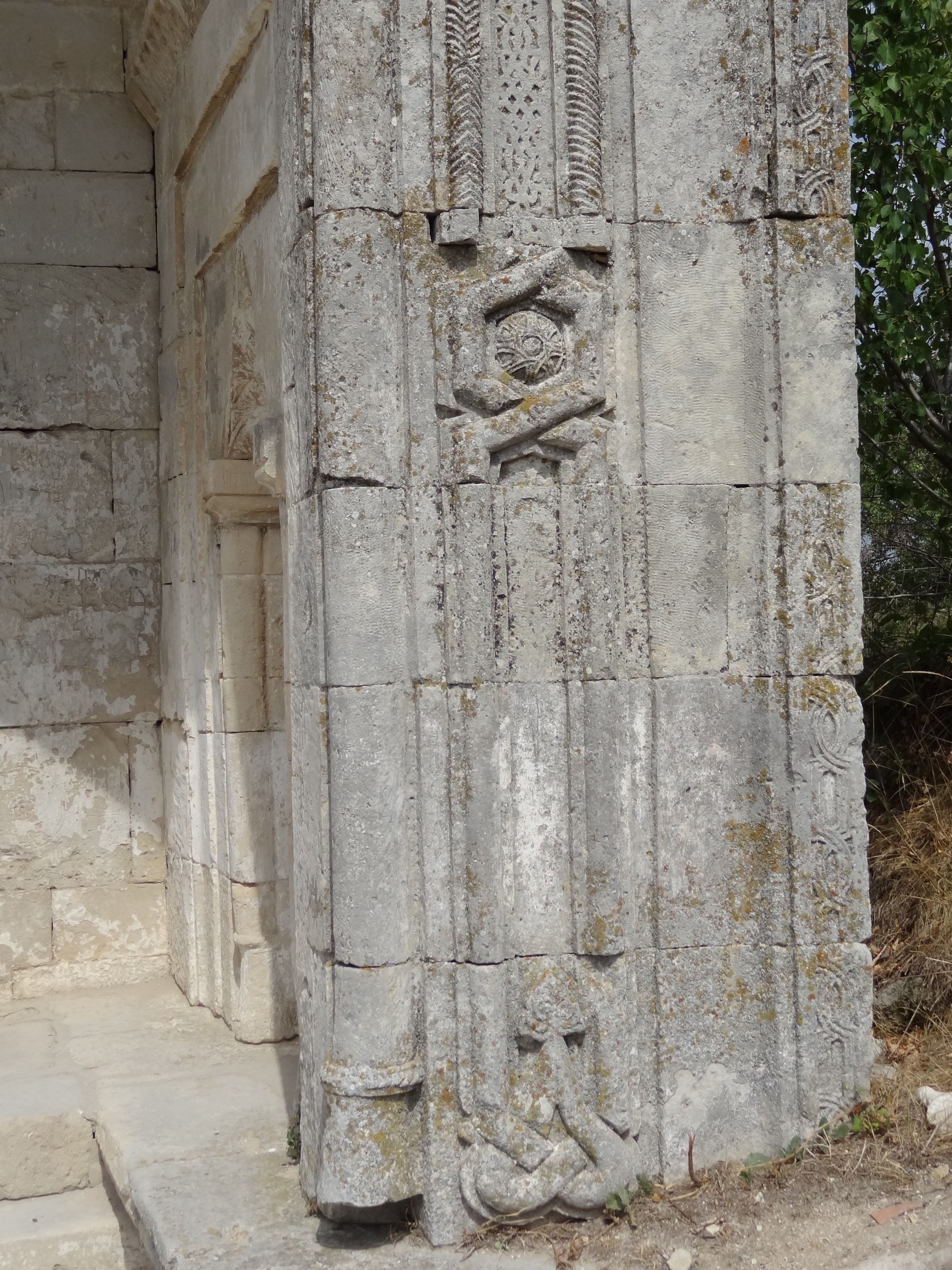
Zdobienie na jednym z pylonów (2012)